# Mesene pyrippe
Mesene pyrippe är en fjärilsart som beskrevs av William Chapman Hewitson 1874. Mesene pyrippe ingår i släktet Mesene och familjen Riodinidae. Inga underarter finns listade i Catalogue of Life.

## Bildgalleri

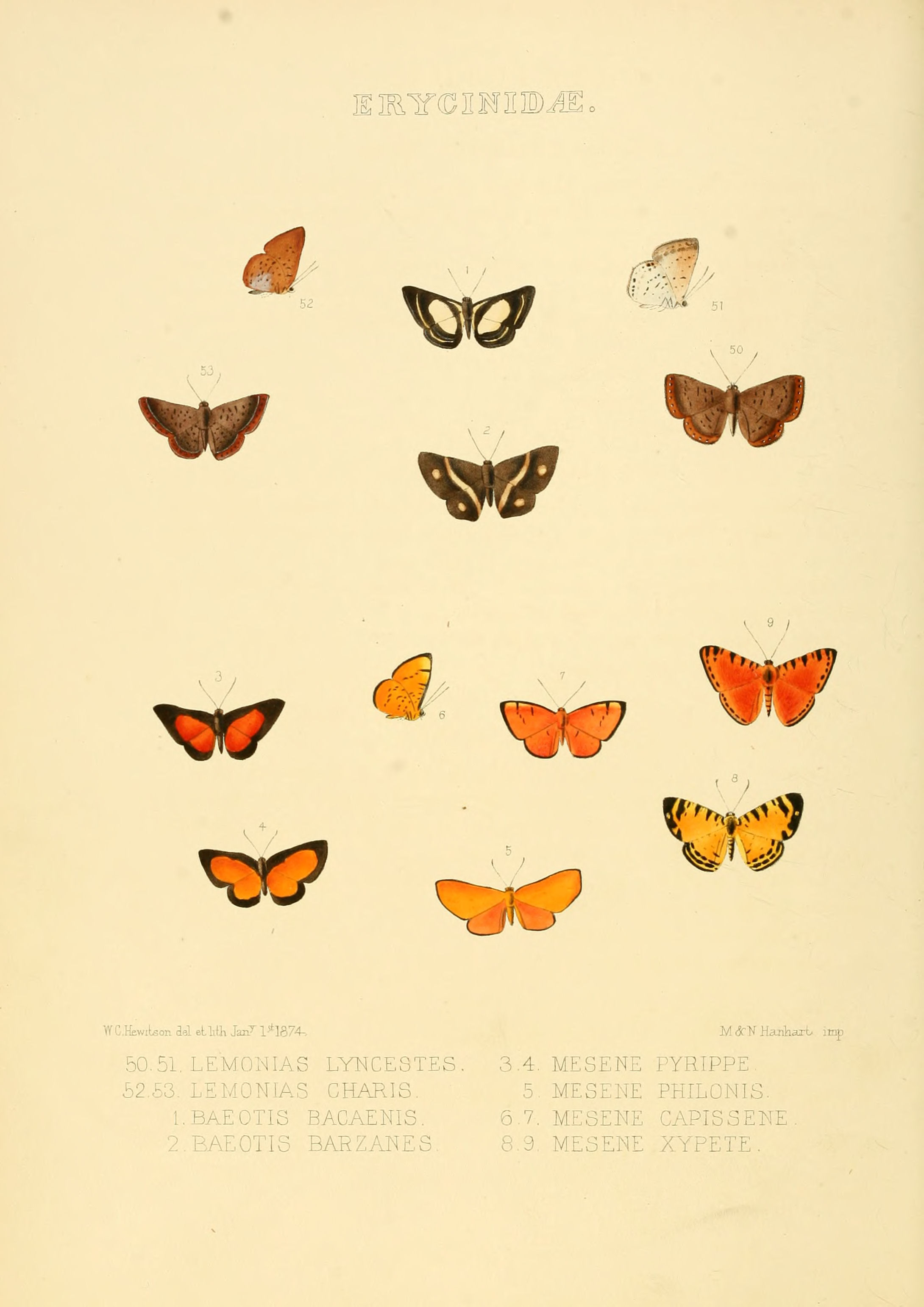